# 圪垯上乡
圪垯上乡，是中华人民共和国山西省吕梁市兴县下辖的一个乡镇级行政单位。

## 行政区划
圪垯上乡下辖以下地区：
圪垯上村、杨角角村、洛家角村、佛堂村、芦山焉村、牛家川村、大峪口村、白家山村、河上村、募强村和马家山村。